# Paria (confiture)
Pour les articles homonymes, voir Paria.
La paria, en bressan : parya, est un type d'aliment typiquement bressan s'apparentant à la confiture et dont les origines très anciennes remontent au moins au XVIIe siècle ; Antoine Furetière évoque ainsi « un “vin cuit” particulièrement répandu qu’on […] étend sur du pain pour le gouster les enfans ».

## Préparation
Elle consiste en la lente cuisson durant une longue durée (12 heures) de pommes puis de poires. Au cours de la cuisson, il est nécessaire de régulièrement remuer la mixture en préparation à l'aide d'un outil, appelé en bressan le « vélyo », de façon que les fruits ne touchent pas le fond du récipient. La préparation n'inclut rien d'autre que des fruits.